# Crustulina molesta
Crustulina molesta là một loài nhện trong họ Theridiidae.
Loài này thuộc chi Crustulina. Crustulina molesta được miêu tả năm 1883 bởi Pavesi.